# Efterklang
|  | For musikgrupen se Efterklang (musikgruppe) |
Efterklang også kaldet rumklang er en langsomt udklingende lyd i et rum, efter den originale kilde er blevet tavs. Efterklang måles som den tid lyden tager at dø ud til et bestemt niveau. I lydteknisk sammenhæng kaldes kunstig efterklang rumklang eller reverb.
RT60 er efterklangstiden, der kræves for at refleksionerne af en direkte lyd er faldet med 60 dB under niveauet af den direkte lyd. Efterklangstid er ofte angivet som en enkelt værdi, men det kan måles som et bredt spektrum (20 Hz til 20 kHz) eller mere præcist i smalle bånd (en oktav, 1 / 3 oktav, 1 / 6 oktav, osv.). Typisk vil efterklangstiden målt i smalle bånd variere afhængigt af frekvensområdet, der måles i. Det er normalt nyttigt at vide, hvilke spektrum af frekvenserne der er målt i når man opgiver en efterklangstidsmåling.
| Musik | Spire Denne musikartikel er en spire som bør udbygges. Du er velkommen til at hjælpe Wikipedia ved at udvide den. |